# Pseudoconorbis coromandelicus
Pseudoconorbis coromandelicus is een in zee levende slakkensoort uit het geslacht Pseudoconorbis. De slak behoort tot de familie Conidae. De soort werd in 1894 beschreven door E.A. Smit als Conus coromandelicus. Net zoals alle soorten binnen het geslacht Conus zijn deze slakken roofzuchtig en giftig. Ze zijn in staat om mensen te steken en moeten daarom zorgvuldig worden behandeld.